# Міжнародний коледж Каракасу
Міжнародний коледж Каракасу (ісп. Colegio Internacional de Caracas) — приватна міжнародна школа, яка розташовується на вулиці «Американський коледж» у районі Лас-Мінас, що у Каракасі, Венесуела. У школі навчаються діти віком від 2 до 17 років. Навчальний рік складається з 2 семестрів, що тривають приблизно з кінця серпня до кінця грудня та з кінця січня до середини червня. Школа є членом «Асоціації американських шкіл у Південній Америці» (англ. Assotiation of American Schools in South America).

## Коротка історія
Коледж був заснований у 1896 році як «Американський коледж» (ісп. Colegio Americano), від якого пішла назва вулиці, де коледж розташовується нині. Сучасну назву отримав у 1971 році, коли злився з «Академією Ла Кастеллана» (ісп. Academia La Castellana).
Від моменту заснування коледж пропонував своїм учням освітні програми, аналогічні до загальноприйнятих у США освітніх програм. 31 грудня 1951 коледж і його освітні програми були акредитовані некомерційною неурядовою організацією «Південна асоціація коледжів та шкіл» (англ. Southern Association of Colleges and Schools (SACS)), яка акредитувала початкові та середні школи південних регіонів США та за кордоном (нині — AdvancED).
Для забезпечення високої якості освіти і можливості випускникам продовжувати навчання у кращих університетах світу, у школі запроваджувалися освітні програми «IB World School» (укр. «Світової школи міжнародного бакалаврату»). 1 січня 1983 була акредитована «Програма для здобуття диплома міжнародного бакалаврату» (англ. IB Diploma Programme) власником та розробником цієї програми — некомерційним освітнім фондом «International Baccalaureate®». 14 жовтня 2002 також була акредитована «Програма середніх років міжнародного бакалаврату» (англ. IB Middle Years Programme) — програми базової середньої освіти, орієнтованої на учнів середніх класів.
У 2014 було завершено великий будівельний проект, який дозволив значно розширити навчальну базу, підвищити безпеку кампусу та його комфортність, побудувати відмінне житло для викладачів та працівників коледжу. У жовтні 2014 року коледж та його освітні програми успішно пройшли процедуру пере-акредитації некомерційною неурядовою організацією AdvancED.

## Структура коледжу та освітні програми
Коледж включає:
- дошкільний навчальний заклад (англ. Pre-school);
- початкову школу (англ. Elementary School);
- середню школу (англ. Middle School);
- вищу школу (англ. High School).

| Вид школи | Дошкільна (англ. Pre-school)                                                     | Дошкільна (англ. Pre-school)                                                     | Дошкільна (англ. Pre-school)                                                     | Дошкільна (англ. Pre-school)                                                     | Початкова школа (англ. Elementary School)                                        | Початкова школа (англ. Elementary School)                                        | Початкова школа (англ. Elementary School)                                        | Початкова школа (англ. Elementary School)                                        | Початкова школа (англ. Elementary School)                                        | Середня школа (англ. Middle School)                       | Середня школа (англ. Middle School)                       | Середня школа (англ. Middle School)                       | Середня школа (англ. Middle School)                       | Середня школа (англ. Middle School)                       | Вища школа (англ. High School)                             | Вища школа (англ. High School)                             |
| --- | -------------------------------------------------------------------------------- | -------------------------------------------------------------------------------- | -------------------------------------------------------------------------------- | -------------------------------------------------------------------------------- | -------------------------------------------------------------------------------- | -------------------------------------------------------------------------------- | -------------------------------------------------------------------------------- | -------------------------------------------------------------------------------- | -------------------------------------------------------------------------------- | --------------------------------------------------------- | --------------------------------------------------------- | --------------------------------------------------------- | --------------------------------------------------------- | --------------------------------------------------------- | ---------------------------------------------------------- | ---------------------------------------------------------- |
| Вік школярів | 2                                                                                | 3                                                                                | 4                                                                                | 5                                                                                | 6                                                                                | 7                                                                                | 8                                                                                | 9                                                                                | 10                                                                               | 11                                                        | 12                                                        | 13                                                        | 14                                                        | 15                                                        | 16                                                         | 17                                                         |
| Класи | Pre-K                                                                            | Pre-K                                                                            | Pre-K                                                                            | K                                                                                | G1                                                                               | G2                                                                               | G3                                                                               | G4                                                                               | G5                                                                               | G6                                                        | G7                                                        | G8                                                        | G9                                                        | G10                                                       | G11                                                        | G12                                                        |
| Освітні програми | Американська міжнародна програма (англ. American-style international curriculum) | Американська міжнародна програма (англ. American-style international curriculum) | Американська міжнародна програма (англ. American-style international curriculum) | Американська міжнародна програма (англ. American-style international curriculum) | Американська міжнародна програма (англ. American-style international curriculum) | Американська міжнародна програма (англ. American-style international curriculum) | Американська міжнародна програма (англ. American-style international curriculum) | Американська міжнародна програма (англ. American-style international curriculum) | Американська міжнародна програма (англ. American-style international curriculum) | Програма середніх років (англ. IB Middle Years Programme) | Програма середніх років (англ. IB Middle Years Programme) | Програма середніх років (англ. IB Middle Years Programme) | Програма середніх років (англ. IB Middle Years Programme) | Програма середніх років (англ. IB Middle Years Programme) | Програма для здобуття диплома (англ. IB Diploma Programme) | Програма для здобуття диплома (англ. IB Diploma Programme) |
| Примітки: Pre-K — Pre-Kindergartden — молодші групи дитячого садочка за освітньою системою у США; K — Kindergarten — старша група дитячого садочка за освітньою системою у США — еквівалент підготовчої групи в Україні; G1—G12 — Grade 1 — Grade 12 — градація класів, прийнята в США |                                                                                  |                                                                                  |                                                                                  |                                                                                  |                                                                                  |                                                                                  |                                                                                  |                                                                                  |                                                                                  |                                                           |                                                           |                                                           |                                                           |                                                           |                                                            |                                                            |

Дипломи міжнародного бакалаврвту про повну загальну середню освіту (англ. The IB diploma) надають можливість здобувати вищу освіту та приймаються і визнаються більше, ніж 2 337 університетами у 90 державах світу.

## Опис
На території кампусу розташовуються:
- навчальні класи, кабінети та дослідницькі лабораторії, обладнані інтерактивними дошками, засобами мультимедіа, ноутбуками чи планшетами із доступом до мережі Інтернет;
- спеціалізовані класи для занять музикою та образотворчими мистецтвами, медіа-центр;
- велика сучасна бібліотека із великим дитячим відділенням, просторими читальними залами та фондом навчальної і художньої літератури (понад 30 000 примірників книг, аудіо та відео-матеріалів) англійською, іспанською, французькою, португальською, японською, латиною;
- спортивний комплекс із повнорозмірним полем для гри у футбол/хокей на траві із штучним покриттям для усіх погодних умов;[9]
- криті баскетбольні та волейбольні майданчики;
- класи для занять гімнастикою, танцями, тренажерний клас;
- крита їдальня на відкритому повітрі;
- ігрові дитячі майданчики тощо.

Коледж є членом міжнародної конференції середніх шкіл з легкої атлетики — «Венесуельської асоціації північноамериканських шкіл» (англ. Venezuelan Association of North American Schools (VANAS)). Спортивні команди коледжу з волейболу, баскетболу, футболу та футзалу, хокею (роликового або флорболу) і софтболу називаються «Ведмеді».
Обов'язковою умовою для учнів школи є шкільна форма, що обумовлено законодавством Венесуели. Дітей, які одягнені із відхиленням від встановлених норм, до занять не допускають, що розглядається як прогул із неповажних причин.